# Carrizo del Cerro
Carrizo del Cerro är en ort i Mexiko.   Den ligger i kommunen Pénjamo och delstaten Guanajuato, i den centrala delen av landet, 300 km väster om huvudstaden Mexico City. Carrizo del Cerro ligger 2 240 meter över havet och antalet invånare är 112.
Terrängen runt Carrizo del Cerro är lite kuperad. Runt Carrizo del Cerro är det ganska tätbefolkat, med 104 invånare per kvadratkilometer. Närmaste större samhälle är Pénjamo, 12,8 km sydost om Carrizo del Cerro. I omgivningarna runt Carrizo del Cerro växer huvudsakligen savannskog.